# Pane Tongah
Pane Tongah is een bestuurslaag in het regentschap Simalungun van de provincie Noord-Sumatra, Indonesië. Pane Tongah telt 2705 inwoners (volkstelling 2010).